# ストリートコア
『ストリートコア』（Streetcore）は、ジョー・ストラマー&ザ・メスカレロスが2003年に発表した3作目のスタジオ・アルバム。ストラマーは本作が完成する前の2002年12月22日に死去しており、遺作として発表された。

## 背景
ストラマーとザ・メスカレロスは、2002年2月にロンドンの2KHZスタジオでジャム・セッションを行い、曲作りを開始した。また、「ロング・シャドー」とボブ・マーリーのカヴァー「リデンプション・ソング」は4月にリック・ルービンの自宅でレコーディングされており、ルービンは「リデンプション・ソング」のプロデュースと演奏に参加した。「ロング・シャドー」はジョニー・キャッシュと共演したこともあるスモーキー・ホーメルがストラマーと共作・共演した曲で、元々はキャッシュに提供するために作られた。「リデンプション・ソング」は、キャッシュとストラマーが共演した音源も存在し、キャッシュの名義で発売されたボックス・セット『Unearthed』（2003年）に収録された。
「シルヴァー・アンド・ゴールド」は、ボビー・チャールズが「ビフォア・アイ・グロウ・トゥー・オールド」というタイトルで発表した曲を改題したカヴァーで、この曲は前作『グローバル・ア・ゴー・ゴー』のレコーディングが行われていた2000年10月に録音されたものである。
2002年12月にはウェールズのロックフィールド・スタジオでレコーディングを続けるが、同月にストラマーが死去。ザ・メスカレロスのメンバーであるマーティン・スラットリーとスコット・シールズは、ストラマーが残したメモを元にして本作を完成させた。
本作は日本で先行発売され、日本盤CDにはライヴ音源4曲がボーナス・トラックとして追加収録された。イギリスでは、これら4曲は2003年10月3日にシングルCD「コマ・ガール」のカップリング曲として発表された。

## 反響・評価
本作は全英アルバムチャートで50位に達し、本作からの第1弾シングル「コマ・ガール」は全英33位、第2弾シングル「リデンプション・ソング/アームズ・アロフト」は全英46位に達した。アメリカでは、ストラマーのソロ・プロジェクトのアルバムとしては初めてBillboard 200入りを果たして最高160位に達し、ビルボードのインディペンデント・アルバム・チャートでは11位に達した。
本作は評論家にも高く評価された。デイヴ・シンプソンは2003年10月17日付の『ガーディアン』に掲載されたレビューで満点の5点を付け、「ジョー・ストラマーは、自分の遺作が感傷的に批評されることを嫌うだろうが、その必要はない」「彼の作品としてはザ・クラッシュの『ロンドン・コーリング』以来の傑作」と評した。また、Thom Jurekはallmusic.comにおいて「メスカレロスの以前の作品が、幅広いワールド・ミュージックやフォークに根ざしてロック色を加味したのに対し、『ストリートコア』はロックン・ロールと徹底的にヘヴィなレゲエに絞り込まれている」「『ロンドン・コーリング』以降の彼の作品としては最も優れており、最も凝縮された作品」と評している。

## 収録曲
特記なき楽曲はジョー・ストラマー、マーティン・スラットリー、スコット・シールズ、サイモン・スタッフォード、ルーク・バレンの共作。
1. コマ・ガール "Coma Girl" (Joe Strummer, Martin Slattery, Scott Shields) – 3:48
2. ゲット・ダウン・モーゼス "Get Down Moses" – 5:05
3. ロング・シャドー "Long Shadow" (J. Strummer, Smokey Hormel) – 3:34
4. アームズ・アロフト "Arms Aloft" – 3:46
5. ラムシャックル・デイ・パレード "Ramshackle Day Parade" – 4:00
6. リデンプション・ソング "Redemption Song" (Bob Marley) – 3:28
7. オール・イン・ア・デイ "All in a Day" (J. Strummer, Danny Saber) – 4:52
8. バーニン・ストリーツ "Burnin' Streets" (J. Strummer, M. Slattery, S. Shields) – 4:32
9. ミッドナイト・ジャム "Midnight Jam" – 5:47
10. シルヴァー・アンド・ゴールド "Silver and Gold " (Bobby Charles, Dave Bartholomew, Antoine Domino) – 2:38

### 日本盤ボーナス・トラック
1. ザ・ハーダー・ゼイ・カム（ライヴ） "The Harder They Come" (Jimmy Cliff) – 3:23
2. ア・メッセージ・トゥ・ユー、ルーディー（ライヴ） "A Message to You, Rudy" (Dandy Livingstone) – 5:03
3. ヤラ・ヤラ（ライヴ） "Yalla Yalla" (J. Strummer, Richard Norris, Pablo Cook) – 6:53
4. 電撃バップ（ライヴ） "Blitzkrieg Bop" (Ramones) – 3:24

## 他メディアでの使用例
「ラムシャックル・デイ・パレード」は、フランス映画『潜水服は蝶の夢を見る』（2007年公開）のサウンドトラックで使用された。

## カヴァー
- アームズ・アロフト
  - パール・ジャム - ライヴ・アルバム『ライヴ・オン・テン・レッグス』（2011年）に2010年のライヴ音源を収録。

## 参加ミュージシャン
- ジョー・ストラマー - ボーカル、ギター
- スコット・シールズ - ギター、アコースティック・ギター、スライドギター、ベース、ドラムス、パーカッション、ハーモニカ、バッキング・ボーカル
- マーティン・スラットリー - オルガン、シンセサイザー、ピアノ、メロトロン、ギター、ドラムス、パーカッション、バッキング・ボーカル
- サイモン・スタッフォード - ベース、コルネット、トロンボーン、ギター、チェロ、バッキング・ボーカル
- ルーク・バレン - ドラムス、ドラム・ループ、コンガ

アディショナル・ミュージシャン
- ピーター・スチュワート - バッキング・ボーカル(#1, #8)
- スモーキー・ホーメル - ボーカル(#3, #6)、ギター(#6)
- ベンモント・テンチ - ハーモニウム(#6)
- リック・ルービン - ピアノ(#6)
- ジョシュ・フリース - ドラムス(#7)
- タイモン・ドッグ - ヴァイオリン(#10)